# Abces periamigdalian

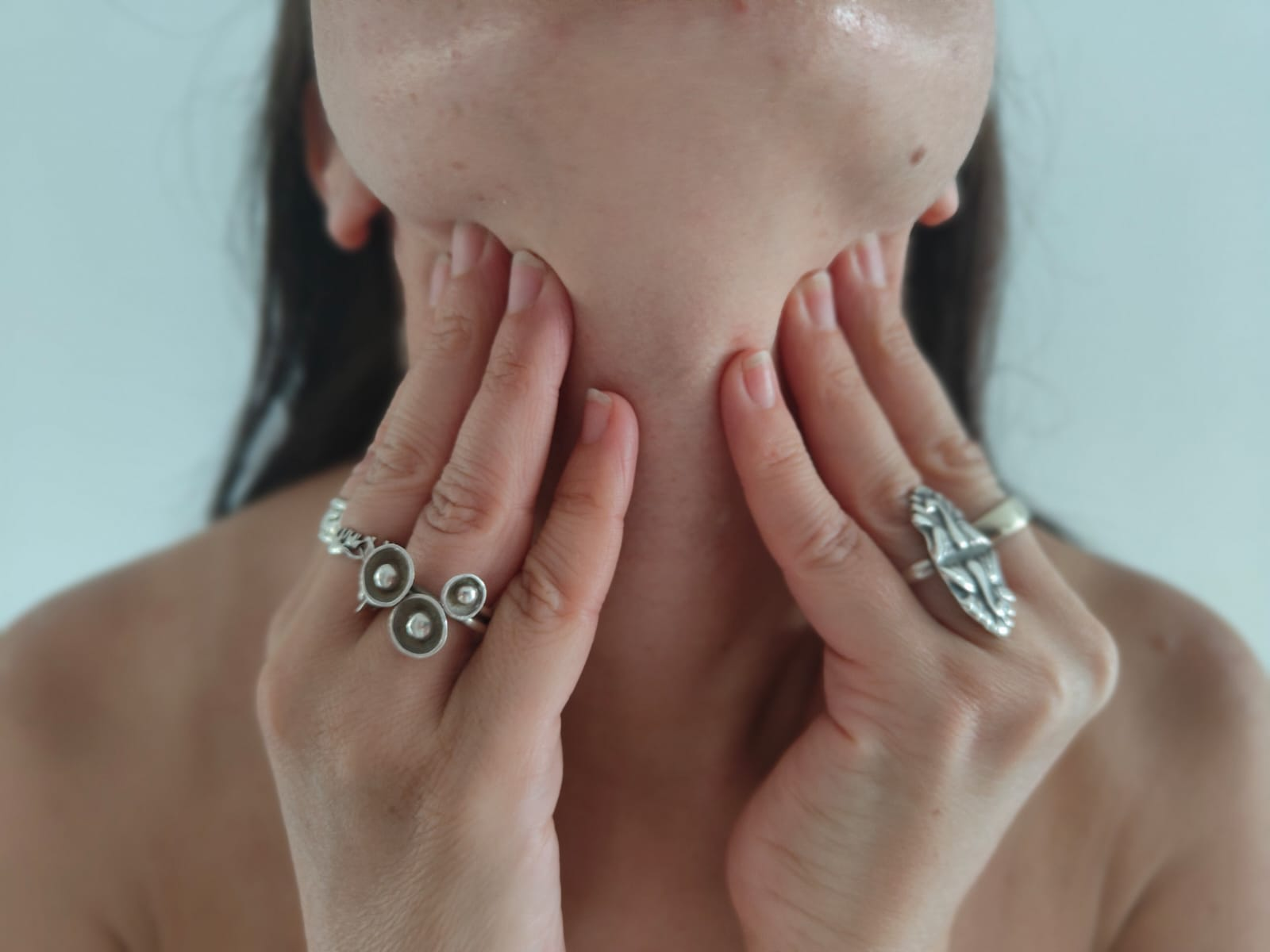

Abcesul periamigdalian reprezintă o formă comună de infecție localizată la nivelul regiunii cervicale și care cuprinde întreaga zonă adiacentă amigdalelor.

## Descriere
Abcesul periamigdalian este o infecție ce debutează în straturile superficiale și care prinde succesiv țesutul subiacent, puroiul fiind localizat, mai exact, între capsula amigdaliană și pilierul faringian lateral. Este considerat a fi o complicație a amigdalitei acute (aceasta fiind de fapt inflamația amigdalelor faringiene). Abcesul determină apariția durerii locale, a edemului și tumefactiei zonei, iar, dacă acestea sunt intense, poate duce chiar la disfagie, odinofagie, dispnee și dificultăți la vorbire.

## Incidență
Abcesul periamigdalian apare mai frecvent la adulți (la copii și tineri este relativ rar diagnosticat). Intervalul de varstă la care apare este, în general, 20-40 de ani (cu limite 10-60 de ani). Vârstele extreme sunt afectate, mai ales daca exista un teren imunodeprimat, iar organismul nu poate lupta corespunzator împotriva infecției initiale.
În prezent, specialiștii au observat că incidența abcesului periamigdalian este în crestere datorită faptului că bacteriile incriminate în apariția amigdalitei devin rezistente la tratamentul cu antibiotic.
Studii recente au demonstrat că administrarea de multiple antibiotice pentru amigdalita acută și cronică predispune pacientul la apariția abcesului periamigdalian.
Datorită faptului că abcesul periamigdalian este cel mai frecvent o complicatie a faringo-amigdalitei, germenii incriminați în apariția lui sunt, de obicei, aceiași cu cei care declanșeaza procesul infecțios faringian. În general, etiologia este polimicrobiană, implicând atât germeni aerobi cât și anaerobi. Cel mai frecvent aerob implicat este Streptococcus pyogenes (streptococul beta hemolitic de grup A). Alte microorganisme aerobe găsite în puroiul pacienților cu abces periamigdalian sunt Staphylococcus Aureus, Haemophilus Influenzae. De obicei, streptococcii determină inflamarea unilaterală a amigdalelor și a țesutului periamigdalian și creează un mediu infecțios propice dezvoltării bacteriilor anaerobe. Dintre germenii anaerobi, frecvent este citat Fusobacterium.
Abcesul periamigdalian poate de asemenea să apară ca o complicație a mononucleozei infecțioase sau „de novo” în absența unui proces infecțios.

## Factori de risc
Factorii de risc pentru aparitia abceselor periamigdaliene sunt:
- infecții dentare (pericoronarita molarului de minte inferior)
- faringo-amigdalite cronice
- mononucleoză infecțioasă
- leucemia limfocitară cronică
- calculi sau depozite de calciu la nivel amigdalian (litiaza amigdaliană).

## Simptome
Simptomele apar cu 2-5 zile anterior formarii efective a abcesului, au caracter evolutiv și se agravează pe masură ce infecția se extinde. Primul simptom raportat de pacient este durere în gât. Pentru cateva zile aceasta poate fi singura acuză, însa există și situații în care durerea este însoțită de:
- dureri de cap,
- stare generala alterată;
- odinofagie,
- disfagie,
- modificari ale vocii,
- cu sau fară febră și frison,
- ganglionii limfatici loco-regionali sunt modificați (dureroși, mariți în volum, având consistență crescută),
- gust neplăcut în gură,
- halenă specifică infecției,
- dificultăți la țnghitirea salivei
- durere în ureche, de aceeași parte a abcesului
- spasm pe mușchii maseteri (trismus) și pe mușchii regiunii cervicale (determină apariția torticolisului),
- tipic pentru abces este inflamația unilaterală și deplasarea uvulei spre partea sănătoasă.

## Diagnostic
Diagnosticarea abcesului periamigdalian presupune realizarea unei anamneze amanunțite și a unui examen clinic complet (canalizat însă pe regiunea dureroasă) precum și a testelor paraclinice uzuale și specifice acestei patologii. Diagnosticul de abces periamigdalian este relativ ușor de stabilit în momentul în care dimensiunile acestuia sunt mari și poate fi vizualizat rapid când este examinat gâtul.
Anamneza va stabili, cu exactitate, simptomele pacientului, debutul acestora ți evoluția lor in timp. Pacientul trebuie întrebat, de asemenea, dacă a fost diagnosticat cu faringo-amigdalită acută sau cronică sau cu mononucleoză infecțioasă (aproximativ 20% din abcesele periamigdaliene apar pe fondul acestei boli infecțioase).

## Examenul clinic
Examenul clinic poate să descopere existența unor modificari generale ale parametrilor stării de sănătate a individului, precum și semne locale. Modificari generale includ: tahicardie, febră, deshidratare, agitație.
Printre semnele locale ce atrag atenția asupra existenței unui proces inflamator faringo-amigdalian se numără: durere spontană și la palpare, limfadenita cervicală dureroasă, hipertrofia amigdaliană asimetrică.
Pentru examinarea zonei faringo-amigdaliene, medicul specialist va ruga pacientul să deschidă larg gura și va apăsa suprafața limbii cu un instrument special. Acest gest simplu îi permite să vizualizeze amigdalele și zona din jurul lor. Prezența abcesului este sugerată de modificari ale mucoasei, precum: eritem, edem, alături de deplasarea, prin împingere, a amigdalei (de obicei este deplasată inferior și medial).
Amigdala prezintă exudat fibrinos la suprafața sa (aspectul este, deci, de amigdală roșie cu pete multiple albicioase). Prezența puroiului (semnalată de apariția fluctuenței zonei)
Examinarea pacientului se poate realiza mai greu în cazul în care existpă și torticolis sau trismus (deoarece pacientului îi este greu să deschidă gura). Astfel de probleme apar la aproximativ 2/3 din pacienti.

## Diagnosticul diferențial
- celulită periamigdaliană: reprezintă infecția țesuturilor moi superficiale (spre deosebire de abces care presupune afectarea unor zone mai profunde)
- abces retrofaringian, parafaringian: este de fapt o colecție de puroi ce se formează în profunzimea țesutului faringian, având localizarea posterioară (aceasta este ceea ce îl diferențiază de un abces paraamigdalian, caracteristicile morfopatologice fiind asemanatoare, în schimb)
- faringo-amigdalita
- epiglotita – este termenul medical ce caracterizeaza inflamația epiglotei (al carei rol principal este de a impiedica alimentele sa ajunga accidental în trahee).

Mai rar, diagnosticul diferențial include și: aspirația de corpi străini, neoplasme (leucemie, limfom), adenita cervicală, infecții dentare, parotidită, mastoidită, anevrism de arteră carotidă internă.

## Tratamentul
Abcesul periamigdalian poate determina fenomene obstructive de căi respiratorii superioare, ceea ce poate pune viața pacientului în pericol imediat. De aceea, în cazul în care acesta se prezintă la camera de gardă în stare gravă sau chiar critică, tratamentul imediat trebuie axat pe asigurarea și menținerea funcțiilor vitale.
Prima care trebuie evaluată este funcția respiratorie, trebuind asigurată permeabilitatea căilor aeriene superioare. Dacă obstrucția este severă iar căile sunt compromise, se poate practica imediat intubarea endotraheală.
O altă metodă de a ameliora respirația este drenarea imediată a puroiului pentru a se reduce astfel din dimensiunile abcesului și a facilita atât respirația în sine, cât și alte proceduri terapeutice.
Alte măsuri terapeutice esențiale pentru pacientul în stare gravă sunt:
- reechilibrarea hidroelectrolitică (în general, pacienții cu abces periamigdalian în stare avansată sunt deshidratati datorită disfagiei și incapacității de a se alimenta);
- administrarea de antipiretice și analgezice.

În cazul în care starea pacientului este stabilă și nu există un pericol imediat, procedurile de drenare a conținutului abcesului se fac cu mult mai multă pregătire și nu sunt atât de dramatice ca în situațiile de criză.
Inițial se practică anestezia locală. Dacă este necesar, se pot administra pe cale intravenoasă și substanțe analgezice sau sedative.
Evacuarea conținutului și îndepartarea abcesului se pot realiza prin mai multe metode:
- aspirarea cu ac fin;
- incizie și drenaj;
- tonsilectomie imediată (operația de îndepărtare a amigdalelor) în cazul în care, din diverse motive, pacientul nu poate tolera aspirația sau drenajul, sau dacă se confruntă frecvent cu probleme amigdaliene.

De asemenea, tratamentul include și administrarea imediată a unui antibiotic. Prima doză se poate administra intravenos.
Cel mai frecvent folosit antibiotic este penicilina, însă pacienții cu reacție alergică la ea sunt sfătuiți să informeze, în prealabil medicul, pentru a evita apariția unor reacții anafilactice. Opțiunile, în acest caz, sunt clindamicina și eritromicina.
Prevenirea apariției abcesului este dificil de realizat și presupune, în principal, prevenirea apariției factorilor de risc prin măsuri simple dar cu efect benefic asupra întregului organism, cum ar fi: evitarea fumatului, menținerea unei igiene dentare corespunzătoare și tratarea rapidă a infecțiilor stomatologice.
Alte recomandări cu caracter preventiv includ:
- tratarea promptă cu antibiotice a celulitei periamigdaliene, deoarece are foarte multe șanse de a evolua într-un abces
- amigdalectomia – în cazul în care pacientul acuza abcese recurente și amigdalite cronice, rezistente la tratament corect instituit
- respectarea indicațiilor medicului și administrarea corectă a tratamentului antibiotic (acesta trebuie luat o perioada de 5 zile, chiar daca starea clinică se amelioreaza și inflamația se reduce).

Prognosticul este excelent pentru pacientii cu stare de sănatate satisfăcătoare, care se prezintă în timp util la medic și care urmează întocmai recomandările specialiștilor. În cazul în care nu există amigdalită cronică, șansele de recurență a abcesului periamigdalian sunt de doar 10%, iar amigdalectomia nu este indicata.
Prognostic rezervat datorită complicațiilor au, în genera, pacienții cu boli cronice (diabet zaharat), boli imunosupresoare (SIDA, transplanturi) sau cu diverse neoplazii, dar și cei care se prezintă cu întarziere la spital, când abcesul este foarte extins.

## Complicații majore
- obstrucția de căi respiratorii superioare;
- recurența abcesului periamigdalian;
- hemoragie datorită extinderii abcesului și erodării vaselor mari, sau postamigdalectomiei;
- deshidratarea;
- infectarea țesutului din spațiul retrosternal;
- fasceita necrotizantă prin extinderea abcesului și infecției în țesuturile profunde din regiunea cervicală;
- mediastinite, pericardite, pleurezii (prin extinderea infecțiilor din spațiul parafaringian de-a lungul planurilor anatomice);
- pneumonii, meningite, septicemie.

Complicații mai rare sunt reprezentate de:
- necroză arterei carotide interne
- abces cervical
- tromboza de vena jugulară
- abces cerebral